# FN:s livsmedelsprogram
FN:s livsmedelsprogram, (engelska World Food Programme, WFP) är ett program inom Förenta nationerna för livsmedelshjälp (matbistånd), grundat 1961. Det officiella namnet på svenska är FN:s World Food Programme men organisationen har även kallats för Världslivsmedelsprogrammet.
World Food Programme är världens största humanitära organisation som räddar liv i nödsituationer och använder livsmedelsassistans för att bygga vägar för fred, stabilitet och välstånd för människor som återhämtar sig från konflikter, katastrofer och effekterna av klimatförändringar
WFP förser undernärda och svältande människor med mat och står för logistiskt stöd till andra organisationer och stater i nödsituationer. I nödsituationer levererar WFP livsmedel dit det behövs och hjälper därigenom de som drabbats av krig, interna konflikter och naturkatastrofer. När nödsituationen är över använder WFP livsmedel för att på olika sätt hjälpa samhällen och människor att gå tillbaka till en fungerande vardag.
WFP arbetar också för att förbättra människors näringsintag, stödja småbrukare i att förbättra deras produktivitet och minska skördeförluster, hjälpa länder att förbereda sig för och hantera klimatrelaterade chocker, samt öka samhällens humankapital genom exempelvis skolmatsprogram. 
År 2020 tilldelades WFP Nobels fredspris med motiveringen "för sitt arbete att bekämpa hunger, förbättra villkoren till fred i konfliktdrabbade områden och förhindra att hunger används som ett vapen i krig och konflikter".

## Historia
World Food Programme grundades 1961 av FN:s livsmedels- och jordbruksorganisation (FAO) och FN:s generalförsamling efter initiativ från FAO. Det bildades ursprungligen som ett treårigt experiment men gavs 1965 mandat att fortsätta tills vidare. Den globala visionen var då att varje man, kvinna och barn alltid ska ha tillgång till den mat som behövs för att kunna leva ett aktivt och hälsosamt liv. För att uppnå visionen samarbetar WFP med två andra livsmedelsorgan; internationella jordbruksutvecklingsfonden och FAO, vilka båda, precis som WFP, är baserade i Rom. WFP jobbar även genom partnerskap med regeringar, frivilligorganisationer och övriga FN-organisationer.

## Organisation
FN:s livsmedelsprogram har sitt huvudkontor i Rom. Därutöver finns 78 landskontor i mottagarländer samt ett antal liaisonkontor, eller kommunikationskontor, i stora givarländer och -regioner. Det liaisonkontor som täcker Norden är beläget i Köpenhamn.
WFP styrs ytterst av en styrgrupp bestående av representanter för 36 medlemsländer. Av dessa väljs 18 av FN:s Ekonomiska och Sociala Råd (ECOSOC). Resterande 18 väljs av FAO. De tjänstgör på basis av tre år med möjlighet till förlängning enligt ett rullande schema och sammanträder i Rom fyra gånger per år.
WFP:s verkställande direktör väljs gemensamt av FN:s generalsekreterare och FAO:s generaldirektör, är placerad i Rom och sitter på en period av fem år. Cindy McCain håller nu posten efter att tillsatts den 5 april 2023.
Antalet anställda i WFP är ca 23,000, 90 procent av dessa jobbar i fält, på plats med maten som levereras.

## Finansiering
FN:s livsmedelsprogram är helt beroende av donationer från regeringar, privata företag, stiftelser och privatpersoner.
- 100 procent av WFP:s budget bygger på frivilliga donationer.
- Under 2023 mottog WFP totalt ca. 8,5 miljarder US dollar.
- Omkring 93 procent av WFP:s donationer går direkt till att köpa mat eller bekosta leveranser och transporter av maten.  Svenska regeringen gav genom UD och SIDA under 2023 ca 2 miljarder kronor.

I genomsnitt 93 procent av organets intäkter går till insatser i fält.[källa behövs]
Under 2022 mottog 160 miljoner människor stöd från WFP. Majoriteten av det livsmedel som används för WFP:s insatser upphandlas lokalt eftersom det ofta minskar kostnaderna, behovet av transport och eftersom det stärker den lokala ekonomin.

## Strategier och visioner
FN:s livsmedelsprogram yttersta mål är att utrota hunger och undernäring.
WFP:s strategiska plan (2022-2025) sätter organisationens kurs under perioden – och beskriver de många sätten för WFP att arbeta i synergi med andra, för att mest effektivt och effektivt rädda och förändra liv. Planen är grundad i ett förnyat globalt engagemang för 2030-agendan för hållbar utveckling och de tillhörande Globala målen för hållbar utveckling.

## Aktiviteter
WFP utför insatser som både räddar liv i nödsituationer och som bygger långsiktig utveckling över tid.

### Akuta nödsituationer
Omkring två tredjedelar av WFP:s livräddande livsmedelsbistånd går till människor som står inför allvarliga livsmedelskriser, de flesta orsakade av konflikter.
WFP är ofta bland de första på plats vid nödsituationer. När översvämningar drabbade Sudan i juli 2020 gav WFP akut livsmedelsbistånd till nästan 160 000 människor. Efter att cyklonen Idai drabbade Moçambique och översvämningar sköljde bort uppskattningsvis 400 000 hektar grödor i början av 2019 gav WFP livsmedel och kuponger så att människor kunde köpa viktiga förnödenheter, samtidigt som man planerade insatser för återhämtning, återuppbyggnad och för stärkande av motståndskraft.
WFP:s krisinsatser är också förebyggande och motverkar de potentiella effekterna av katastrofer. I Sahelregionen i Afrika, som upplever ekonomiska utmaningar, klimatförändringar och våldsamheter, omfattade WFP:s verksamhet arbete med samhällen för bevattning och att återställa förstörd mark, och stödja försörjning genom kompetensutbildning. Man använder system för att kunna varna i tid för att hjälpa samhällen att förbereda sig för katastrofer. 
WFP är huvudansvarig för logistiksamarbetet "logistics cluster", en samordningsmekanism som inrättats av Inter-Agency Standing Committee (IASC). WFP är också huvudansvarig för klustret för livsmedelsförsörjning. FN:s humanitära flygtjänst UNHAS, som leds av WFP, betjänar över 300 destinationer i hela världen. WFP förvaltar också United Nations Humanitarian Response Depot (UNHRD), ett globalt nätverk av knutpunkter som anskaffar, lagrar och transporterar förnödenheter för organisationen och det bredare humanitära samfundet.

### Klimatinsatser
Alla bebodda områden i världen påverkas av effekterna av klimatförändringarna, som är en av de största orsakerna till världens hunger. Det senaste årtiondet har 1.7 miljarder människor påverkats av extremväder och klimatrelaterade katastrofer. Samhällen som bidrar minst till klimatkrisen är de som påverkas hårdast, med begränsade möjligheter för hantering.
World Food Programme hjälper samhällen med bristande livsmedelsförsörjning att förbereda inför, reagera på och återhämta sig efter klimatchocker. WFP räddar också liv efter klimatrelaterade katastrofer och implementerar lösningar för att hantera klimatrisker i 37 länder, vilket gynnar över 12 miljoner människor.

### Nutrition
WFP:s arbete innefattar alla former av felnäring, inklusive vitamin- och mineralbrist mer känt som ”dold hunger”, men också övervikt och fetma, såväl som undernäring. Att motverka grundorsakerna till felnäring - såsom fattigdom, ojämställda samhällen och ohälsosam kost, är centralt för vårt angreppssätt. 
WFP:s tillvägagångssätt är integrerat med program som är designade för att behandla och förebygga de direkta orsakerna till felnäring, så som otillräckliga dieter. Men WFP kompletterar även insatser som angriper de bakomliggande orsakerna, som exempelvis kunskap om dieter och bristen på rent vatten. Insatserna fokuserar på de mest utsatta, framförallt unga barn, gravida och ammande kvinnor, samt människor som lever med HIV.

### Skolmatsprogram
World Food Programme (WFP) har i sex decennium arbetat för att stötta skolmatsinsatser och har arbetat med mer än 100 länder för att etablera nationella skolmatsprogram. WFP:s slutliga mål är att främja och se till att regeringar själva kan ta över ansvaret för dessa skolmatsprogram – ett ansvarsöverförande som redan har skett i 48 länder.
WFP tillhandahåller i första hand tekniskt stöd till regeringar för att förbättra omfattningen och kvaliteten på nationella program och för att förnya och testa nya tillvägagångssätt. Genom detta arbete hjälper WFP till att påverka livskvaliteten, tillgången till utbildning och näringsstatus för 106 miljoner skolbarn i 77 länder. Vid behov tillhandahåller WFP även stöd i form av faktiska livsmedel. Under 2021 fick 15,5 miljoner skolbarn i 57 länder näringsrika måltider och mellanmål från WFP. 

### Småbrukare
WFP är medlem i Farm to Market Alliance, som hjälper småbrukare att få information, investeringar och stöd, så att de kan producera och sälja säljbart överskott och öka sina inkomster. WFP ansluter småbrukare till marknader i mer än 40 länder.

### Kontantstöd
WFP använder kontantöverföringar som fysiska pengar, betalkort eller kuponger, i syfte att ge biståndsmottagarna fler valmöjligheter och uppmuntra att medlen investeras tillbaka i lokala ekonomier. Under första halvåret 2022 levererade WFP 1,6 miljarder USD i kontanter till 37 miljoner människor i 70 länder med målet att lindra hunger. En studie från 2022 av Oxford Poverty and Human Development Initiative drog slutsatsen att kontantprogrammet Emergency Social Safety Net (ESSN) "avsevärt minskade förekomsten och intensiteten av multidimensionell fattigdom" bland de människor som fick kontantöverföringar.